# Порядок наследования британского престола

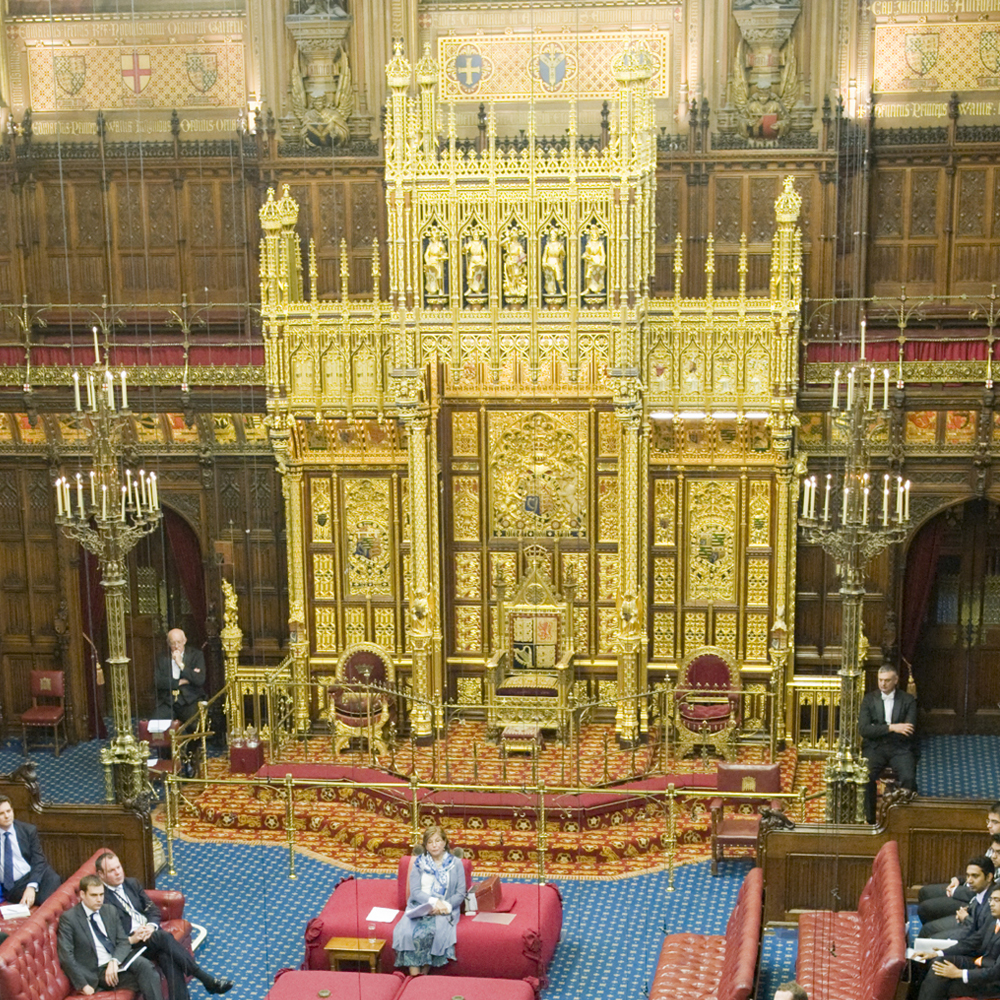
Королевский трон в Палате лордов, с которого монарх произносит тронную речь на церемонии открытия парламента

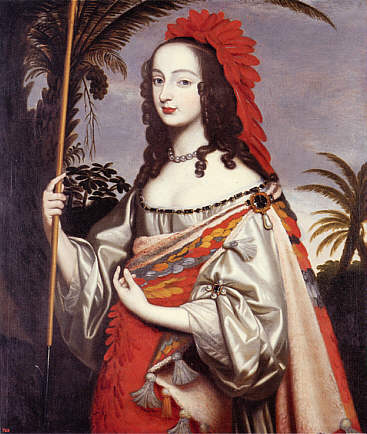
Согласно Акту о престолонаследии, все лица, представленные в этом порядке наследования, должны быть потомками Софии Ганноверской, внучки Якова I.

Поря́док насле́дования брита́нского престо́ла определяет очерёдность наследования престола Соединённого королевства Великобритании и Северной Ирландии и 14 Королевств Содружества.
В настоящее время первым в очерёдности наследования и наследником трона является Уильям, принц Уэльский, за ним следуют его дети: принц Джордж, принцесса Шарлотта и принц Луи.

## Критерии наследования
Наследование британского престола определено в Акте об унии Великобритании и Ирландии 1800 года, который закрепляет правила, записанные в Акте об устроении 1701 года и Билле о правах 1689 года. По этим нормам очерёдность наследования определяется первородством с преимуществом мужского пола над женским и религией. Также, согласно Акту об устроении 1701 года, престол могут наследовать только потомки герцогини Софии Ганноверской, матери короля Великобритании Георга I. 28 октября 2011 года порядок престолонаследия был изменён на саммите стран Содружества (подробнее см. раздел «Преимущество старшинства и мужского пола»).

### Законнорождённость
Права на британский престол имеют только рождённые в законном браке. Внебрачные дети исключаются из порядка наследования; последующий брак родителей ничего в этом отношении не меняет. Закон о королевских браках 1772 года требует согласия монарха на браки потомков Георга II, кроме случаев, когда эти потомки принадлежат уже другому царствующему дому. В случае заключения такого брака без согласия монарха потомство от этого брака формально считается незаконнорождённым (иногда его трактуют как морганатический брак, что не совсем верно юридически). С середины XIX века случаев отказа (или брака без извещения монарха) не было.

### Преимущество старшинства и мужского пола
Престол наследует старший законный сын предыдущего претендента; в случае отсутствия такового права его переходят к старшей дочери. Линия наследования включает родственников лица по нисходящей линии, за которыми следуют его братья и сёстры. Сыновья всегда учитываются перед дочерями, но это не исключает дочерей из порядка наследования, в отличие от наследования французского типа (салического закона). В отличие от принятого ранее в Австрии или Российской империи «полусалического» наследования, женщина может унаследовать престол и в том случае, когда существуют другие прямые мужские линии династии (дочь старшего брата имеет преимущество над сыном младшего брата).
В апреле 2011 года британское правительство высказало возможность изменения закона, определяющего порядок наследования, таким образом, чтобы он соответствовал простому первородству, то есть без преимущества мужского пола, а также разрешал браки наследников престола с католиками. Это позволит привести закон в соответствие с современными общественными нормами равенства полов и свободы вероисповедания. Вопрос о реформе престолонаследия был вынесен на обсуждение в Великобритании.
На саммите стран Содружества, проходившем в Австралии, 28 октября 2011 года главы государств и правительств стран-участниц организации одобрили изменения в правилах наследования британского трона. Согласно новому порядку престолонаследия, мужчина-наследник теряет свой приоритет над женщиной, а порядок наследования определяется простым старшинством. Однако новые правила не влияют на порядок престолонаследия среди уже родившихся на момент их принятия наследников.
В декабре 2012 года изменения в правилах о престолонаследии были законодательно закреплены парламентами одобривших их государств. В 2013 году Акт о престолонаследовании был принят британским парламентом.

### Религия
К моменту вступления на престол наследник должен быть протестантом и состоять в евхаристическом общении с англиканской церковью. Лицо, находящееся в порядке наследования британского престола, в случае принятия католицизма или вступления в брак с лицом католического вероисповедания исключается из порядка наследования (причём это правило не применяется к другим религиям). На уже упоминавшемся саммите стран Содружества в Австралии 28 октября 2011 года также был аннулирован принцип, согласно которому будущий британский монарх не мог сочетаться браком с католиками.

## Текущий порядок престолонаследия

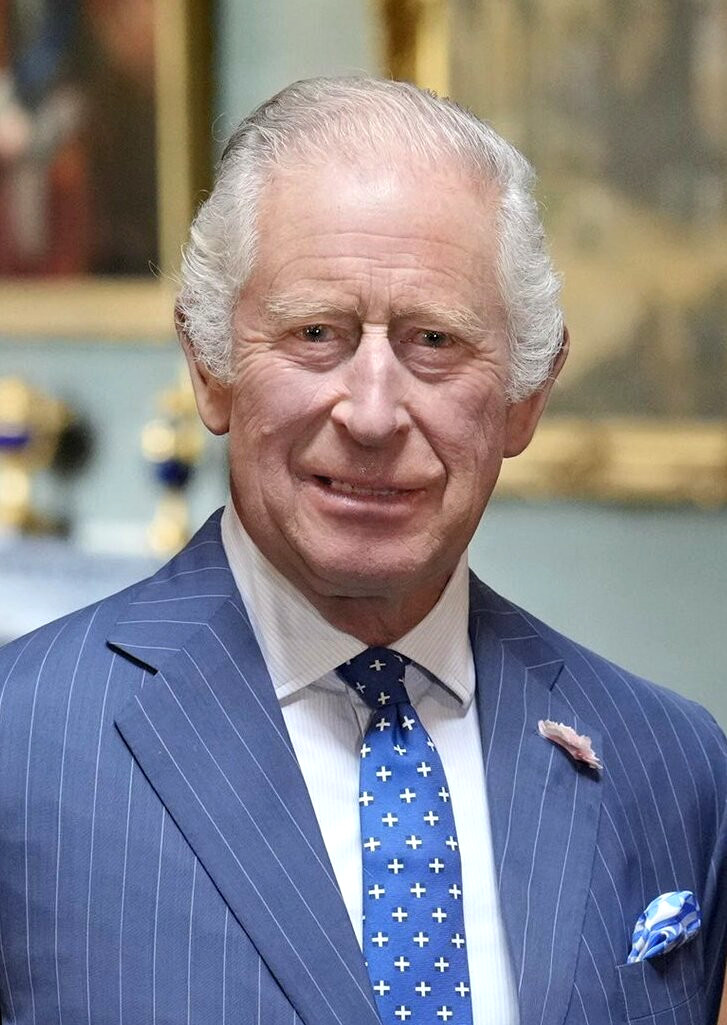
Карл III, король Великобритании с 8 сентября 2022 года

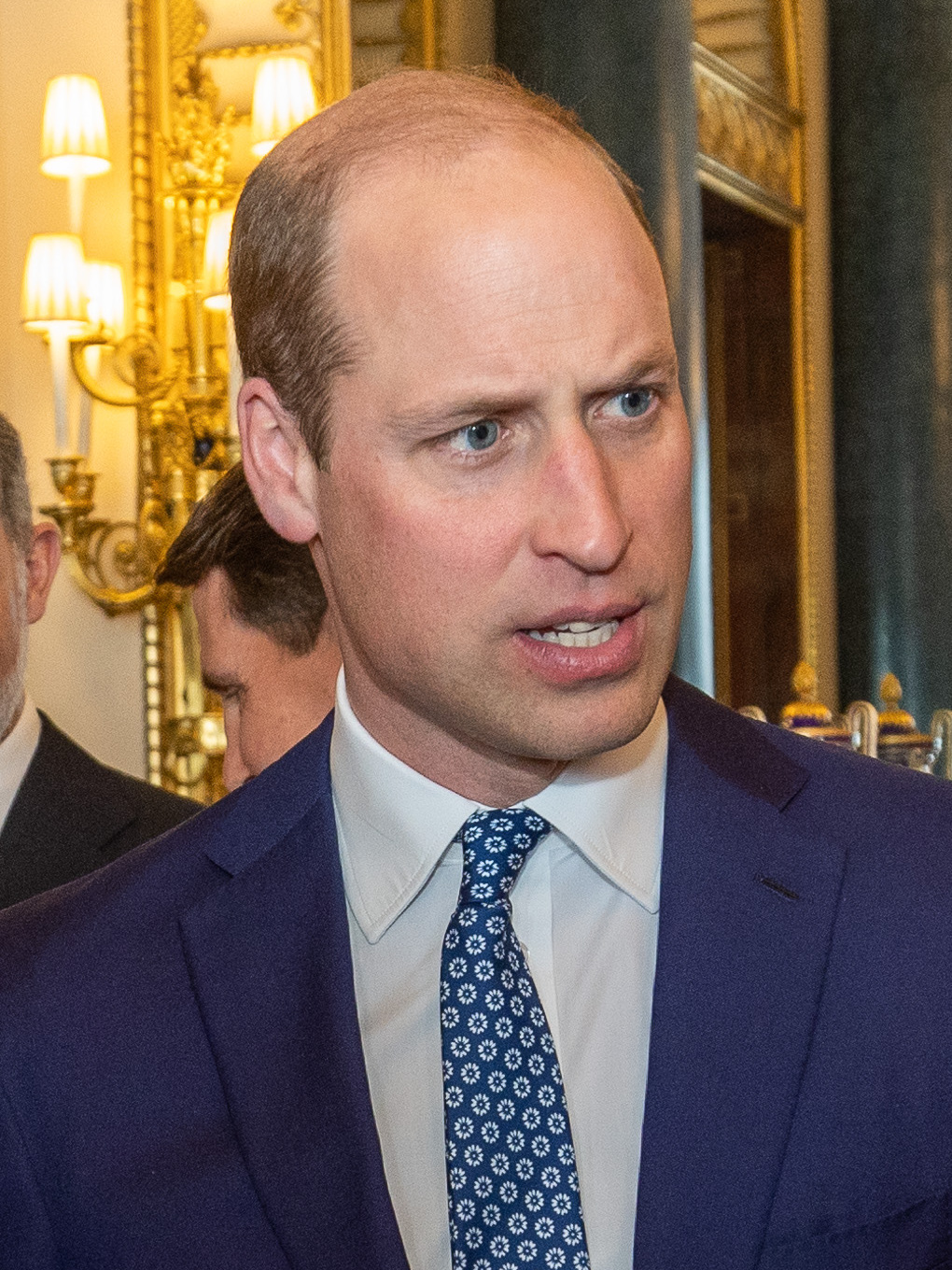
Престолонаследник Уильям, принц Уэльский

Приведённый ниже генеалогический ряд ограничен потомками короля Георга V по мужской линии, более полный список, включающий потомков королевы Виктории, будет гораздо длиннее. Для некоторых наследников приведены вероятные тронные имена в соответствии с традицией передачи имен британских монархов в русском языке.
- Король Георг V (1865—1936)
  -  Король Эдуард VIII (1894—1972)
  -  Король Георг VI (1895—1952)
    -  Королева Елизавета II (1926—2022)
      -  Король Карл III (род. 1948)
        - (1) Уильям, принц Уэльский (род. 1982) — Вильгельм V
          - (2) Принц Джордж Уэльский (род. 2013) — Георг VII
          - (3) Принцесса Шарлотта Уэльская (род. 2015) — Шарлотта I[2]
          - (4) Принц Луи Уэльский (род. 2018)

        -  (5) Принц Гарри, герцог Сассекский (род. 1984) — Генрих IX[3]
          - (6) принц Арчи Сассекский (род. 2019)
          -  (7) принцесса Лилибет Сассекская (род. 2021)

      - (8) Принц Эндрю, герцог Йоркский (род. 1960)
        - (9) Принцесса Беатриса Йоркская (род. 1988)
          -  (10) Сиенна Мапелли-Моцци (род. 2021)
          -  (11) Афина Мапелли-Моцци (род. 2025)

        -  (12) Принцесса Евгения Йоркская (род. 1990)
          -  (13) Огаст Филипп Хоук Бруксбэнк (род. 2021)
          -  (14) Эрнест Джордж Ронни Бруксбэнк (род. 2023)

      - (15) Принц Эдвард, герцог Эдинбургский (род. 1964)
        - (16) Лорд Джеймс, граф Уэссекский (род. 2007)
        -  (17) Леди Луиза Виндзор (род. 2003)

      -  (18) Королевская принцесса Анна (род. 1950)
        - (19) Питер Филлипс (род. 1977)
          - (20) Саванна Филлипс (род. 2010)
          -  (21) Айла Филлипс (род. 2012)

        -  (22) Зара Тиндалл (род. 1981)
          - (23) Миа Грейс Тиндалл (род. 2014)
          - (24) Лина Элизабет Тиндалл (род. 2018)
          -  (25) Лукас Филипп Тиндалл (род. 2021)

    -  Принцесса Маргарет (1930—2002)
      - (26) Дэвид Армстронг-Джонс, 2-й граф Сноудон (род. 1961)
        - (27) Чарльз Армстронг-Джонс, виконт Линли (род. 1999)
        -  (28) Маргарита Армстронг-Джонс (род. 2002)

      -  (29) Леди Сара Чатто (род. 1964)
        - (30) Сэмюэл Чатто (род. 1996)
        -  (31) Артур Чатто (род. 1999)

  - Принц Генри, герцог Глостер (1900—1974)
    - Принц Уильям Глостерский (1941—1972)
    -  (32) Принц Ричард, герцог Глостерский (род. 1944)
      - (33) Лорд Александр Виндзор, граф Ольстерский (род. 1974)
        - (34) Ксан Виндзор, лорд Каллоден (род. 2007)
        -  (35) Козима Виндзор (род. 2010)

      - (36) Леди Давина Виндзор (род. 1977)
        - (37) Сенна Льюис (род. 2010)
        -  (38) Тэйн Льюис (род. 2012)

      -  (39) Леди Роуз Гилман (род. 1980)
        - (40) Лайла Гилман (род. 2010)
        -  (41) Руфус Гилман (род. 2012)

  -  Принц Георг, герцог Кент (1902—1942)
    - (42) Принц Эдвард, герцог Кентский (род. 1935)
      - (43) Джордж Виндзор, граф Сент-Эндрюс (род. 1962)
        - (католик) Эдвард Виндзор, барон Даунпатрик (род. 1988)
        - (католичка) Леди Марина Виндзор (род. 1992)
        -  (44) Леди Амелия Виндзор (род. 1995)

      - (католик) Лорд Николас Виндзор (род. 1970)
        - (45) Альберт Виндзор (род. 2007)
        - (46) Леопольд Виндзор (род. 2009)
        -  (47) Луис Виндзор (род. 2014)

      -  (48) Леди Хелен Тейлор (род. 1964)
        - (49) Колумбус Тейлор (род. 1994)
        - (50) Кассиус Тейлор (род. 1996)
        - (51) Элоиза Тейлор (род. 2003)
        - (52) Эстелла Тейлор (род. 2004)

    - (53) Принц Майкл Кентский (род. 1942)
      - (54) Лорд Фредерик Виндзор (род. 1979)
        - (55) Мод Виндзор (род. 2013)
        - (56) Изабелла Виндзор (род. 2016)

      - (57) Леди Габриэлла Кингстон (род. 1981)

    -  (58) Принцесса Александра Кентская, достопочтенная леди Огилви (род. 1936)
      - (59) Джеймс Огилви (род. 1964)
        - (60) Александр Огилви (род. 1996)
        -  (61) Флора Огилви (род. 1994)

      -  (62) Марина Огилви (род. 1966)
        - (63) Кристиан Моуатт (род. 1993)
        -  (64) Зенуска Моуатт (род. 1990)